# Duitsland op de Olympische Zomerspelen 1932
Duitsland nam deel aan de Olympische Zomerspelen 1932 in Los Angeles, Verenigde Staten. De 20 medailles waren goed voor de 9e plaats in het medailleklassement.

## Medailleoverzicht
| Sport         | Olympiër | Discipline               | Medaille |
| ------------- | --- | ------------------------ | -------- |
| Gewichtheffen | Rudolf Ismayr | -75kg (m)                | Goud     |
| Roeien        | Hans Eller Horst Hoeck Walter Meyer Carlheinz Neumann Joachim Spremberg                                            | vier-met (m)             | Goud     |
| Worstelen     | Jakob Brendel | -56kg Grieks-Romeins (m) | Goud     |
| Atletiek      | Erich Borchmeyer Fritz Hendrix Arthur Jonath Helmut Körnig                                                         | 4x100m (m)               | Zilver   |
| Atletiek      | Ellen Braumüller                                                                                                   | speerwerpen (v)          | Zilver   |
| Boksen        | Hans Ziglarski | -53,52kg (m)             | Zilver   |
| Boksen        | Josef Schleinkofer                                                                                                 | -57,15kg (m)             | Zilver   |
| Boksen        | Erich Campe | -66,68kg (m)             | Zilver   |
| Gewichtheffen | Hans Wölpert | -60kg (m)                | Zilver   |
| Roeien        | Gerhard Boetzelen Herbert Buhtz                                                                                    | dubbel-twee (m)          | Zilver   |
| Roeien        | Karl Aletter Walter Flinsch Ernst Gaber Hans Maier                                                                 | vier-zonder (m)          | Zilver   |
| Schietsport   | Heinz Hax | 25m snelvuurpistool (m)  | Zilver   |
| Waterpolo     | Emil Benecke Otto Cordes Hans Eckstein Fritz Gunst Erich Rademacher Joachim Rademacher Hans Schulze Heiko Schwartz | mannen                   | Zilver   |
| Worstelen     | Wolfgang Ehrl | -71kg Grieks-Romeins (m) | Zilver   |
| Worstelen     | Jean Földeák | -79kg Grieks-Romeins (m) | Zilver   |
| Atletiek      | Arthur Jonath | 100m (m)                 | Brons    |
| Atletiek      | Wolrad Eberle | tienkamp (m)             | Brons    |
| Atletiek      | Tilly Fleischer | speerwerpen (v)          | Brons    |
| Gewichtheffen | Josef Straßberger                                                                                                  | +82,5kg (m)              | Brons    |
| Worstelen     | Eduard Sperling | -66kg Grieks-Romeins (m) | Brons    |

## Deelnemers en resultaten

### Atletiek
| Olympiër                                                        | Discipline            | Resultaat    | Prestatie                                                                                            |
| --------------------------------------------------------------- | --------------------- | ------------ | --- |
| Ernst Geerling                                                  | 100m (m)              | 18e          | serie 3: 6de in 11,3 kwartfinale 3: 5de in 11,1                                                      |
| Arthur Jonath                                                   | 100m (m)              | Brons        | serie 3: 1ste in 10,6 kwartfinale 4: 1ste in 10,68 halve finale 2: 3de in 10,71 finale: 3de in 10,50 |
| Helmut Körnig                                                   | 100m (m)              | 12e          | serie 4: 2de in 11,0 kwartfinale 2: 3de in 11,0 halve finale 1: 6de in 11,2                          |
| Erich Borchmeyer                                                | 200m (m)              | 8e           | serie 1: 1ste in 22,1 kwartfinale 1: 3de in 21,6 halve finale 1: 5de in 21,8                         |
| Fritz Hendrix                                                   | 200m (m)              | 14e          | serie 4: 2de in 22,9 kwartfinale 2: 4de in 21,9                                                      |
| Arthur Jonath                                                   | 200m (m)              | 4e           | serie 6: 1ste in 21,9 kwartfinale 4: 1ste in 21,4 halve finale 2: 1ste in 21,5 finale: 4de in 21,5   |
| Joachim Büchner                                                 | 400m (m)              | 12e          | serie 2: 2de in 49,3 kwartfinale 2: 3de in 48,9 halve finale 1: 6de in 49,2                          |
| Adolf Metzner                                                   | 400m (m)              | 14e          | serie 1: 1ste in 50,4 kwartfinale 3: 6de in 49,2                                                     |
| Walter Nehb                                                     | 400m (m)              | 19e          | serie 4: 4de in 49,4                                                                                 |
| Max Danz                                                        | 800m (m)              | 17e          | serie 3: 5de in 1.58,9                                                                               |
| Otto Peltzer                                                    | 800m (m)              | 9e           | serie 2: 2de in 1.53,6 finale: 9de in 1.55,0                                                         |
| Otto Peltzer                                                    | 1500m (m)             | DNF          | serie 3: niet gefinisht                                                                              |
| Max Syring                                                      | 5000m (m)             | 6e           | serie 2: 6de in 15.48,5 finale: 6de in 14.59,0                                                       |
| Max Syring                                                      | 10000m (m)            | 5e           | 31.35,0                                                                                              |
| Erwin Wegner                                                    | 110m horden (m)       | halve finale | serie 1: 3de in 15,1 halve finale 1: 6de                                                             |
| Willi Welscher                                                  | 110m horden (m)       | DSQ          | serie 3: 1ste in 14,8 halve finale 2: 3de in 14,8 finale: gediskwalificeerd                          |
| Fritz Nottbrock                                                 | 400m horden (m)       | 10e          | serie 2: 2de in 55,0 halve finale 1: 6de in 53,7                                                     |
| Helmut Körnig Fritz Hendrix Erich Borchmeyer Arthur Jonath      | 4x100m (m)            | Zilver       | serie 1: 1ste in 41,22 finale: 2de in 40,9                                                           |
| Joachim Büchner Walter Nehb Adolf Metzner Otto Peltzer          | 4x400m (m)            | 4e           | serie 1: 3de in 3.25,4 finale: 4de in 3.14,4                                                         |
| Paul de Bruyn                                                   | marathon (m)          | 15e          | 2:52.39                                                                                              |
| Karl Hähnel                                                     | 50km snelwandelen (m) | 4e           | 5:06.06                                                                                              |
| Paul Sievert                                                    | 50km snelwandelen (m) | 6e           | 5:16.41                                                                                              |
| Erich Köchermann                                                | verspringen (m)       | 11e          | 5,75m                                                                                                |
| Emil Hirschfeld                                                 | kogelstoten (m)       | 4e           | 15,56m                                                                                               |
| Hans-Heinrich Sievert                                           | kogelstoten (m)       | 6e           | 15,07m                                                                                               |
| Emil Hirschfeld                                                 | discuswerpen (m)      | 14e          | 42,42m                                                                                               |
| Hans-Heinrich Sievert                                           | discuswerpen (m)      | 11e          | 44,51m                                                                                               |
| Gottfried Weimann                                               | speerwerpen (m)       | 4e           | 68,18m                                                                                               |
| Wolrad Eberle                                                   | tienkamp (m)          | Brons        | 8030,805 punten                                                                                      |
| Hans-Heinrich Sievert                                           | tienkamp (m)          | 5e           | 7941,075 punten                                                                                      |
| Erwin Wegner                                                    | tienkamp (m)          | 9e           | 7179,935 punten                                                                                      |
|                                                                 |                       |              | |
| Marie Dollinger                                                 | 100m (v)              | 4e           | serie 1: 1ste in 11,2 finale: 4de in 12,2                                                            |
| Grete Heublein Ellen Braumüller Tilly Fleischer Marie Dollinger | 4x100m (v)            | 6e           | 50,0                                                                                                 |
| Ellen Braumüller                                                | hoogspringen (v)      | 10e          | 1,41m                                                                                                |
| Helma Notte                                                     | hoogspringen (v)      | 7e           | 1,55m                                                                                                |
| Ellen Braumüller                                                | discuswerpen (v)      | 8e           | 33,15m                                                                                               |
| Tilly Fleischer                                                 | discuswerpen (v)      | 4e           | 36,12m                                                                                               |
| Grete Heublein                                                  | discuswerpen (v)      | 5e           | 34,66m                                                                                               |
| Ellen Braumüller                                                | speerwerpen (v)       | Zilver       | 43,50m                                                                                               |
| Tilly Fleischer                                                 | speerwerpen (v)       | Brons        | 43,01m                                                                                               |

### Boksen
| Olympiër           | Discipline  | Resultaat | Prestatie |
| ------------------ | ----------- | --------- | --- |
| Werner Spannagel   | -50,8kg (m) | 5e        | 1ste ronde: W van ARG Trillo: punten kwartfinale: V van USA Salica: punten                                                                               |
| Hans Ziglarski     | -54kg (m)   | Zilver    | 1ste ronde: vrij kwartfinale: W van FRA Nicolas: punten halve finale: W van USA Lang: punten finale: V van CAN Gwynne: punten                            |
| Josef Schleinkofer | -57,2kg (m) | Zilver    | 1ste ronde: vrij kwartfinale: W van CAN Keller: punten halve finale: W van ITA Alessandri: punten finale: V van ARG Robledo: punten                      |
| Franz Kartz        | -61,2kg (m) | 5e        | 1ste ronde: W van JPN Shoko: punten kwartfinale: V van RSA Stevens: punten                                                                               |
| Erich Campe        | -66,7kg (m) | Zilver    | 1ste ronde: W' van JPN Hirabayashi: punten kwartfinale: W van DEN Jensen: punten halve finale: W van FIN Ahlberg: punten finale: V van USA Flynn: punten |
| Hans Bernlöhr      | -72,6kg (m) | 5e        | 1ste ronde: W van NZL Lowe: punten kwartfinale: V van FRA Michelot: punten                                                                               |
| Hans Berger        | -79,4kg (m) | 5e        | 1ste ronde: V van RSA Carstens: punten |
| Heinz Kohlhaas     | +79,4kg (m) | 5e        | 1ste ronde: V van CAN Maughan: punten |

### Gewichtheffen
| Olympiër          | Discipline  | Resultaat | Prestatie                                                                               |
| ----------------- | ----------- | --------- | --------------------------------------------------------------------------------------- |
| Helmut Schäfer    | -60kg (m)   | 4e        | drukken: 5de met 77,5kg trekken: 5de met 77,5kg stoten: 2de met 112,5kg totaal: 267,5kg |
| Hans Wölpert      | -60kg (m)   | Zilver    | drukken: 1ste met 85kg trekken: 1ste met 87,5kg stoten: 4de met 110kg totaal: 282,5kg   |
| Rudolf Ismayr     | -75kg (m)   | Goud      | drukken: 1ste met 102,5kg trekken: 1ste met 110kg stoten: 2de met 132,5kg totaal: 345kg |
| Josef Straßberger | +82,5kg (m) | Goud      | drukken: 1ste met 125kg trekken: 3de met 110kg stoten: 2de met 142,5kg totaal: 377,5kg  |

### Moderne vijfkamp
| Olympiër       | Discipline | Resultaat | Prestatie |
| -------------- | ---------- | --------- | --------- |
| Conrad Miersch | mannen     | 6e        | 48 punten |
| Helmuth Naudé  | mannen     | 17e       | 63 punten |
| Willi Remer    | mannen     | 5e        | 47 punten |

### Roeien
| Olympiër                                                                    | Discipline      | Resultaat | Prestatie                                                                 |
| --------------------------------------------------------------------------- | --------------- | --------- | ------------------------------------------------------------------------- |
| Gerhard Boetzelen Herbert Buhtz                                             | dubbel-twee (m) | Zilver    | serie 2: 2de in 7.21,4 herkansingen: 1ste in 7.28,4 finale: 2de in 7.22,8 |
| Karl Aletter Walter Flinsch Ernst Gaber Hans Maier                          | vier-zonder (m) | Zilver    | serie 1: 3de in 7.37,8 herkansingen: 1ste in 7.17,2 finale: 2de in 7.03,0 |
| Hans Eller Horst Hoeck Walter Meyer Carlheinz Neumann Joachim Spremberg     | vier-met (m)    | Goud      | serie 1: 2de in 7.09,2 herkansingen: 2de in 7.38,8 finale: 1ste in 7.19,0 |
| Aletter Bauer Bender Flinsch Gaber Heidland Hüllinghoff Maier von Düsterlho | acht (m)        | 6e        | serie 2: 3de in 6.36,8 herkansingen: 2de in 7.10,6                        |

### Schermen
| Olympiër     | Discipline | Resultaat | Prestatie |
| ------------ | ---------- | --------- | --- |
| Erwin Casmir | degen (m)  | DNS       | 1ste ronde groep 1: niet gestart                                                                                     |
| Erwin Casmir | floret (m) | 5e        | 1ste ronde groep 3: 4de met 4 overwinningen halve finale 1: 1ste met 7 overwinningen finale: 5de met 5 overwinningen |
| Erwin Casmir | sabel (m)  | 4e        | 1ste ronde groep 2: 4de met 3 overwinningen halve finale 2: 3de met 4 overwinningen finale: 4de met 5 overwinningen  |
|              |            |           | |
| Helene Mayer | floret (v) | 5e        | 1ste ronde groep 2: 1ste met 7 overwinningen finale: 5de met 5 overwinningen                                         |

### Schietsport
| Olympiër  | Discipline              | Resultaat | Prestatie |
| --------- | ----------------------- | --------- | --------- |
| Heinz Hax | 25m snelvuurpistool (m) | Zilver    | 40 punten |

### Schoonspringen
| Olympiër    | Discipline   | Resultaat | Prestatie     |
| ----------- | ------------ | --------- | ------------- |
| Leo Esser   | 3m plank (m) | 5e        | 134,30 punten |
|             |              |           |               |
| Olga Jordan | 3m plank (v) | 4e        | 77,60 punten  |

### Waterpolo
| Olympiër | Discipline | Resultaat | Prestatie                                                                              |
| --- | ---------- | --------- | -------------------------------------------------------------------------------------- |
| Emil Benecke Otto Cordes Hans Eckstein Fritz Gunst Erich Rademacher Joachim Rademacher Hans Schulze Heiko Schwartz | mannen     | Zilver    | W van Brazilië: 7-3 V van Hongarije: 2-6 G van Verenigde Staten: 4-4 W van Japan: 10-0 |

### Wielersport
| Olympiër                               | Discipline            | Resultaat | Prestatie      |
| Weg                                    | Weg                   | Weg       | Weg            |
| -------------------------------------- | --------------------- | --------- | -------------- |
| Hubert Ebner                           | wegwedstrijd (m)      | 32e       | 2:52.30        |
| Julius Maus                            | wegwedstrijd (m)      | 30e       | 2:45.15        |
| Henry Tröndle                          | wegwedstrijd (m)      | DNF       | niet gefinisht |
| Werner Wittig                          | wegwedstrijd (m)      | 28e       | 2:43.36,2      |
| Werner Wittig Julius Maus Hubert Ebner | wegwedstrijd team (m) | 8e        | 8:21.21,2      |

### Worstelen
| Olympiër        | Discipline  | Resultaat   | Prestatie |
| Vrije stijl     | Vrije stijl | Vrije stijl | Vrije stijl |
| --------------- | ----------- | ----------- | --- |
| Jean Földeak    | -72kg (m)   | 4e          | 1ste ronde: W van DEN Jensen 2de ronde: W van SWE Lindblom 3de ronde: vrij 4de ronde: V van CAN MacDonald                                                          |
| Grieks-Romeins  |             |             | |
| Jakob Brendel   | -56kg (m)   | Goud        | 1ste ronde: W van FIN Jaskari 2de ronde: W van ITA Zervinis 3de ronde: W van SWE Thuvesson 4de ronde: vrij finale: W van ITA Nizzola                               |
| Wolfgang Ehrl   | -61kg (m)   | Zilver      | 1ste ronde: W van HUN Zombori 2de ronde: W van SWE Lindelöf 3de ronde: W van Tsjecho-Slowakije Maudr 4de ronde: W van ITA Gozzi zilveren finale: W van FIN Koskela |
| Eduard Sperling | -66kg (m)   | Brons       | 1ste ronde: V van SWE Malmberg 2de ronde: W van DEN Kurland 3de ronde: W van FIN Reini                                                                             |
| Jean Földeák    | -79kg (m)   | Zilver      | 1ste ronde: W van SWE Cadier 2de ronde: V van FIN Kokkinen |
| George Gehring  | +87kg (m)   | 4e          | 1ste ronde: W van ITA Donati 2de ronde: W van SWE Westergren 3de ronde: V van Tsjecho-Slowakije Urban                                                              |

### Zeilen
| Olympiër   | Discipline | Resultaat | Prestatie                             |
| ---------- | ---------- | --------- | ------------------------------------- |
| Edgar Behr | snowbird   | 4e        | 74 punten: (10-2-3-2-6-5-6-4-DSQ-2-6) |

### Zwemmen
| Olympiër      | Discipline          | Resultaat | Prestatie                                                                   |
| ------------- | ------------------- | --------- | --------------------------------------------------------------------------- |
| Ernst Küppers | 100m rugslag (m)    | 5e        | serie 2: 2de in 1.10,2 halve finale 1: 2de in 1.09,8 finale: 5de in 1.11,3  |
| Erwin Sietas  | 200m schoolslag (m) | 4e        | serie 2: 2de in 2.51,0 halve finale 2: 1ste in 2.47,6 finale: 4de in 2.48,0 |

Argentinië · Australië · België · Brazilië · Brits-Indië · Canada · Colombia · Denemarken · Duitsland · Estland · Filipijnen · Finland · Frankrijk · Griekenland · Groot-Brittannië · Haïti · Hongarije · Ierland · Italië · Japan · Joegoslavië · Letland · Mexico · Nederland · Nieuw-Zeeland · Noorwegen · Oostenrijk · Polen · Portugal · Republiek China · Spanje · Tsjecho-Slowakije · Uruguay · Verenigde Staten · Zuid-Afrika · Zweden · Zwitserland